# Кубок валлійської ліги з футболу 2020—2021
Кубок валлійської ліги 2020–2021 — 29-й розіграш Кубка валлійської ліги. Титул вдруге захищав Коннаг'с Куей Номандс. 31 березня 2021 року Футбольна асоціація Уельсу вирішила зупинити турнір.

## Календар
| Раунд        | Дата              | Матчі | Клуби   |
| ------------ | ----------------- | ----- | ------- |
| Перший раунд | 11-12 грудня 2020 | 14    | 46 → 32 |
| 1/16 фіналу  |                   | 16    | 32 → 16 |
| 1/8 фіналу   |                   | 8     | 16 → 8  |
| 1/4 фіналу   |                   | 4     | 8 → 4   |
| 1/2 фіналу   |                   | 2     | 4 → 2   |
| Фінал        |                   | 1     | 2 → 1   |

## Перший раунд
| Команда 1            | Рахунок      | Команда 2                     |
| -------------------- | ------------ | ----------------------------- |
| 11 грудня 2020       |              |                               |
| Кардіфф Сіті (ЧШ)    | 2:0          | Таффс Велл (2)                |
| Лланеллі (2)         | 1:2          | Ллантвіт Майор (2)            |
| 12 грудня 2020       |              |                               |
| Голігед Готспур (2)  | 1:0          | Лландидно (2)                 |
| Баклі Таун (2)       | 2:2 пен. 5:6 | Колвін Бей (2)                |
| Бангор Сіті (2)      | 3:0          | Гресфорд Атлетік (2)          |
| Лланрхаідр (2)       | 2:2 пен. 3:4 | Ллангефні Таун (2)            |
| Конві Боро (2)       | 0:2          | Ратін Таун (2)                |
| Понтипрідд Таун (2)  | 2:0          | Кумбран Селтік (2)            |
| Амманфорд (2)        | 0:6          | Трефелін (2)                  |
| Ріска Юнайтед 2)     | 5:2          | Аван Лідо (2)                 |
| Порт-Толбот Таун (2) | 1:1 пен. 2:4 | Кембріан-енд-Клайдеч-Вейл (2) |
| грудень 2020         |              |                               |
| Голівелл Таун (2)    | :            | Лланідлос Таун (2)            |
| Ньюпорт Каунті (Л2)  | :            | Анді Атлетік (2)              |
| Гойтр Юнайтед (2)    | :            | Пенринкоч (2)                 |